# 肿果红景天
肿果红景天（学名：Rhodiola papillocarpa）为景天科红景天属的植物，是中国的特有植物。分布在中国大陆的云南等地，目前尚未由人工引种栽培。